# Les lieux d'une fugue
Les lieux d'une fugue es un mediometraje para la televisión dirigido por el escritor francés Georges Perec. Fue rodada en 1976 y se emitió por primera vez el 6 de julio de 1978 en el canal TF1.
Se trata de una pieza de motivación autobiográfica, en la que se recorren los lugares en los que vivió Perec durante su infancia.

## El relato «Les lieux d'une fugue»
Esta película está basada en un relato homónimo escrito por Perec en tercera persona, que narra una huida de su casa en 1947, a los once años de edad, desde que decide no entrar a clases hasta que lo encuentra un hombre y lo lleva a la comisaría, adonde lo van a buscar su tío y su prima. El texto está fechado en mayo de 1965, y de él derivo una publicación para la revista Presence et regards en 1975. De forma póstuma se publicó en el libro Nací: textos de la memoria y el olvido (1990), siendo traducido como «Los lugares de una fuga».

## Preproducción
El mediometraje recorre distintas locaciones que previamente fueron exploradas minuciosamente. De este estudio de campo quedaron varios registros fotográficos, que más tarde han sido presentados en algunas exposiciones.

## Análisis de la película
Para el cineasta e investigador José Manuel Mouriño, el travelling de este mediometraje acaba por sondear la sutil descripción de un despertar, simbolizado por una página en blanco, del autor dentro de la narración. Esta revelación del autor dentro de la narración también se experimenta en el relato de Perec, así como en las películas de Alain Resnais. El vacío de la página en blanco también recuerda a la ausencia de la letra «E» en El secuestro (1969).